# Skosnöre

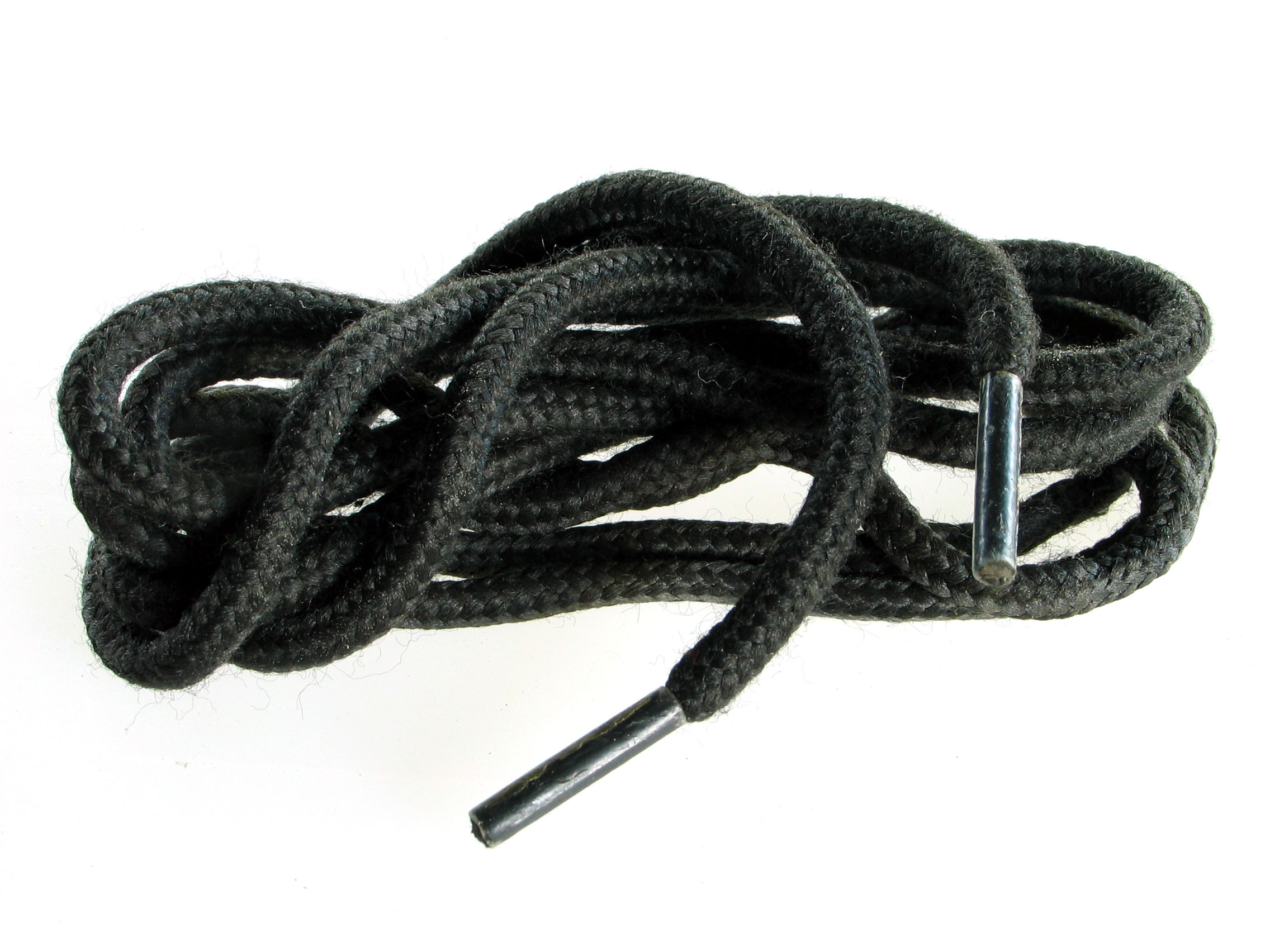
Svarta skosnören.

Skosnöre är en rem eller ett snöre som används för att knyta en sko så att den hålls kvar runt foten.
Skosnören är vanligen av bomull eller liknande material. Oftast finns det dubbar längst ute på skosnörena som gör det enklare att trä dem genom öglor eller liknande på skor. En del skosnören har en eller flera små, inlindade plasttrådar. På så sätt kan man elda litet längst ut på snöret och ersätta den dubb som lossnat.
Hålen i skon, där skosnöret ska trädas in kan kantas av en snörskoning. Den är ofta tillverkad i mässing eller plast och lackerad i svart, vitt eller brunt, för att någorlunda smälta in i skons färg. Helt olackerade snörskoningar förekommer också i dekorativt syfte.
År 2002 kom matematikern Burkard Polster i Victoria i Australien fram till det effektivaste sättet att knyta skosnören där kortast skosnöre används. Metoden kallas flugsnörning. Han ansåg även att råbandsknopen var den starkaste knuten.
År 2017 upptäckte forskare vid universitetet i Berkeley en förklaring till att skoknutar ofta går upp och hur man förebygger det genom små förändringar i knytmönstret. Genom forskningen med skosnören hoppades forskarna på en användning inom fler områden.

## Historik
Det är svårt att fastställa skosnörets exakta historia, på samma sätt som skornas historia. Arkeologiska fynd av skor är sällsynta, eftersom de i allmänhet var gjorda av material som lätt bröts ned. Den armeniska Areni-1-skon, som daterats till omkring 3500 f.Kr., är en enkel lädersko med lädersnören som går genom slitsade "öglor" som är skurna in i skinnet. De mer komplexa skorna som bars av ismannen Ötzi, som levde omkring 3300 f.Kr., var bundna med "skosnören" gjorda av lindbark. De flesta inom den romerska överklassen bar skor med breda remmar som sattes fast med krokar eller öljetter och som knöts dekorativt.
Skosnören i modern betydelse, har Museum of London dokumenterat på medeltida skodon från 1100-talet, som tydligt visar snörningen som går genom en serie krokar eller öglor längs framsidan eller sidan av skon och knyts i en knut istället för att hänga löst.